# Augochloropsis sympleres
Augochloropsis sympleres är en biart som först beskrevs av Joseph Vachal 1903.  Augochloropsis sympleres ingår i släktet Augochloropsis och familjen vägbin. Inga underarter finns listade.